# Litija
Litija je grad i središte istoimene općine u središnjoj Sloveniji, istočno od Ljubljane. Grad pripada pokrajini Gorenjskoj i statističkoj regiji Zasavlje.

## Stanovištvo
Prema popisu stanovništva iz 2002. godine Litija je imala 6.420 stanovnika.

## Vanjske poveznice
- Službena stranica općine
- Satelitska snimka grada  Arhivirana inačica izvorne stranice od 29. srpnja 2017. (Wayback Machine)